# Красноярское сельское поселение (Ростовская область)
Красноярское сельское поселение — муниципальное образование в Цимлянском районе Ростовской области. 
Административный центр поселения — станица Красноярская.

## Административное устройство
В состав Калининского сельского поселения входят:
- станица Красноярская (5260 жителей);
- посёлок Дубравный (680 жителей);
- хутор Рынок-Романовский (85 жителей).

## Население
| 2010  | 2012  | 2013  | 2014  | 2015  | 2016  | 2017  |
| ----- | ----- | ----- | ----- | ----- | ----- | ----- |
| 5706  | ↘5685 | ↗5699 | ↘5657 | ↗5689 | ↘5688 | ↘5650 |
| 2018  | 2019  | 2020  | 2021  |       |       |       |
| ↘5641 | ↗5683 | ↘5664 | ↘5633 |       |       |       |